# 金多美
金多美（1995年4月9日—），韓國女演員。2018年，首次主演電影《魔女首部曲：誕生》即拿下大鐘獎、青龍電影獎等多項女新人獎，演技備受肯定；2020年，首次主演的電視劇《梨泰院Class》大受歡迎，更榮獲百想藝術大賞的女新人獎，再創事業巔峰。

## 演藝生涯
2017年凭借独立电影作品《2017同名异人企划》正式出道；11月客串出演剧情片《罗马书 8：37》；2018年4月，金多美出演的惊悚悬疑片《记得我》上映，随后在2018年6月以1500:1的競爭率獲得主演電影《魔女首部曲：誕生》的機會，以精湛演技於大鐘獎、青龍電影獎等多個頒獎禮上奪得新人獎，因此有「怪物新人」之稱。並簽下《魔女2》和《魔女3》的合約。
2020年，金多美首次出演電視劇《梨泰院Class》，在該劇裏擔任女主角，飾演反社會人格、智商160的天才少女「趙以瑞」，引起廣大熱烈討論，並於同年獲得第56屆百想藝術大賞電視部女新人演技獎。

2021年，金多美回歸小螢幕出演電視劇《那年，我們的夏天》的女主角「國延秀」，時隔三年再次與電影《魔女首部曲：誕生》飾演貴公子的演員崔宇植搭檔合作。
2022年5月3日，與經紀公司ANDMARQ娛樂專屬合約到期不再續約，成為自由演員。6月20日，宣布與UAA簽訂專屬合約，與宋慧喬、劉亞仁等同為所屬旗下演員。

## 個人生活
從小就夢想著要當演員，但是一直難以啟齒。直到高中二年級開始學習演戲，並考取了仁川大學公演藝術系。
喜歡獨立樂團黑色裙子的《Everything》。喜歡作家村上春樹的《發條鳥年代記》。最想合作的導演是奉俊昊，喜愛奉俊昊導演的作品《非常母親》和《玉子》。

## 演出作品

### 電視劇
| 年份   | 播出平台 | 劇名                 | 角色   | 備註 |
| 2020年 | JTBC     | 《梨泰院Class》      | 趙以瑞 | 主演 |
| 2021年 | SBS      | 《那年，我們的夏天》 | 國延秀 | 主演 |
| 2025年 | Disney+  | 《血谜拼图》         | 尹異羅 | 主演 |
| 2025年 | JTBC     | 《百次的回憶》       | 高英禮 | 主演 |

### 電影
| 年份   | 片名                     | 角色   | 備註     |
| 2017年 | 《2017同名異人企劃》     |        | 獨立電影 |
| 2017年 | 《羅馬書8:37》           | 幹事4  | 客串     |
| 2018年 | 《操控遊戲》             | 劉敏雅 | 配角     |
| 2018年 | 《魔女首部曲：誕生》     | 具姿尹 | 主演     |
| 2022年 | 《魔女二部曲：另一個她》 | 具姿尹 | 特別出演 |
| 2023年 | 《靈魂伴侶》             | 安微笑 | 主演     |
| 2024年 | 《巨洪》                 | 安娜   | 主演     |

### MV
| 年份   | 發布日期 | 歌手   | 歌曲                                         | 官方影片   | 備註              |
| 2021年 | 3月22日  | 金范洙 | Always on your side(당신의 편이 되어 줄게요) | 1theK      |                   |
| 2022年 | 7月1日   | 鄭宰沅 | 처음 사랑해                                  | MUSINSA TV | 與MUSINSA品牌合作 |

## 獲獎及提名列表
| 年度   | 頒獎典禮                                  | 獎項                       | 作品             | 結果 |
| 2018年 | 第22屆Fantasia國際電影節                  | 舒瓦諾瓦部門最佳女演員獎   | 魔女首部曲：誕生 | 獲獎 |
| 2018年 | 第27屆釜日電影獎                          | 新人女演員獎               | 魔女首部曲：誕生 | 獲獎 |
| 2018年 | 第6屆釜山國際電影節Marie Claire亞洲明星獎 | 最佳新人獎                 | 魔女首部曲：誕生 | 獲獎 |
| 2018年 | 第55屆大鐘獎                              | 最佳女新人獎               | 魔女首部曲：誕生 | 獲獎 |
| 2018年 | 第2屆The Seoul Awards                     | 電影部門最佳女新人獎       | 魔女首部曲：誕生 | 獲獎 |
| 2018年 | 第3屆倫敦東亞電影節（LEAFF）              | 最佳新人獎                 | 魔女首部曲：誕生 | 獲獎 |
| 2018年 | 第2屆ELLE Style Awards                    | Next Icon獎                | 不適用           | 獲獎 |
| 2018年 | 第39屆青龍電影獎                          | 最佳女新人獎               | 魔女首部曲：誕生 | 獲獎 |
| 2018年 | 第3屆亞洲明星盛典                         | 演員部門最佳新人獎         | 魔女首部曲：誕生 | 獲獎 |
| 2018年 | 第18屆韓國青少年電影節                    | 女新人演員部門人氣電影人獎 | 魔女首部曲：誕生 | 獲獎 |
| 2018年 | 第18屆Director's Cut Awards               | 年度女新人演員獎           | 魔女首部曲：誕生 | 獲獎 |
| 2019年 | 第10屆年度電影獎                          | 最佳女新人獎               | 魔女首部曲：誕生 | 獲獎 |
| 2019年 | 第55屆百想藝術大獎                        | 電影部門女子新人獎         | 魔女首部曲：誕生 | 提名 |
| 2019年 | 第24屆春史電影獎                          | 最佳女新人獎               | 魔女首部曲：誕生 | 提名 |
| 2019年 | 第19屆韓國青少年電影節                    | 女新人演員部門人氣電影人獎 | 魔女首部曲：誕生 | 獲獎 |
| 2020年 | 第56屆百想藝術大獎                        | 電視部門最佳女新人獎       | 梨泰院Class      | 獲獎 |
| 2020年 | 第56屆百想藝術大獎                        | 女子人氣獎                 | 梨泰院Class      | 提名 |
| 2021年 | SBS演技大賞                               | 最佳情侶獎                 | 那年，我們的夏天 | 提名 |
| 2021年 | SBS演技大賞                               | 女子Directors獎            | 那年，我們的夏天 | 獲獎 |
| 2025年 | 第20屆首爾國際電視節                      | 國際競賽單元 最佳女演員獎  | 血謎拼圖         | 待定 |

## 外部連結
- 金多美的Instagram帳戶
- 金多美在NAVER上的资料
- 金多美在韩国电影数据库（KMDb）上的資料（韓語）
- 金多美在互联网电影资料库（IMDb）上的資料（英文）
- 金多美在豆瓣上的资料（简体中文）